# Hendschiken
Hendschiken (schweizerdeutsch: ˈhænːtʃikχə) ist eine Einwohnergemeinde im Schweizer Kanton Aargau. Sie gehört zum Bezirk Lenzburg und liegt im unteren Bünztal, zwei Kilometer östlich des Bezirkshauptorts (Lenzburg).

## Geographie
Das Dorf liegt etwa zweihundert Meter westlich der Bünz in einer Ebene, die früher weitgehend versumpft gewesen war und zu Beginn des 20. Jahrhunderts trockengelegt wurde. An der westlichen Gemeindegrenze erheben sich der Lütisbuech (538 m ü. M.) und der Rain (519 m ü. M.), zwei Ausläufer des Rietenbergs, der die natürliche Grenze zum Seetal bildet. Neben dem eigentlichen Dorf gibt es drei Ortsteile, die einen völlig verschiedenartigen Charakter aufweisen. Im Westen, am Übergang vom Rain zur Endmoräne von Othmarsingen, liegt das Industriegebiet Horner. Büel ist ein landwirtschaftlich geprägter Weiler auf einem Plateau am Osthang des Lütisbuech. Steinacker am Ostufer der Bünz ist eine moderne Einfamilienhaussiedlung.
Die Fläche des Gemeindegebiets beträgt 352 Hektaren, davon sind 87 Hektaren bewaldet und 63 Hektaren überbaut. Der höchste Punkt befindet sich auf 535 Metern unweit des Gipfels des Lütisbuech, der tiefste auf 398 Metern an der Bünz. Nachbargemeinden sind Othmarsingen im Norden, Dottikon im Osten, Villmergen im Südosten, Dintikon und Ammerswil im Süden sowie Lenzburg im Westen.

## Geschichte
1921 und 1933 wurden Reste einer römischen Wasserleitung entdeckt, die den Vicus Lindfeld bei Lenzburg mit Wasser versorgte. Die erste urkundliche Erwähnung von Hentschikon erfolgte im Jahr 1160 in den Acta Murensia des Klosters Muri. Der Ortsname stammt vom althochdeutschen «Hanzinghofun» und bedeutet «bei den Höfen der Sippe des Hanzo».

Luftansicht (1970)

Im Mittelalter war der Grundbesitz zersplittert und gehörte zahlreichen geistlichen und weltlichen Herrschaften, darunter die Klöster Muri, Säckingen und St. Urban sowie die Herren von Hallwyl, die Grafen von Lenzburg und die Grafen von Habsburg. Grosse Teile davon gingen im 14. Jahrhundert an das habsburgische Hauskloster Königsfelden über. Die Habsburger erhielten 1273 nach dem Aussterben der Grafen von Kyburg die Blutgerichtsbarkeit, während die niedere Gerichtsbarkeit für mehr als fünfhundert Jahre an die Hallwyler ging. Kirchlich gehörte Hendschiken zur Pfarrei Staufberg auf dem gleichnamigen Hügel.
1415 eroberten die Eidgenossen den Aargau. Hendschiken gehörte nun zum Untertanengebiet der Stadt Bern, dem so genannten Berner Aargau. Das Dorf bildete einen eigenen Gerichtsbezirk im Amt Lenzburg und besass das Recht, nach dem Tod des Untervogts dessen Nachfolger zu wählen. 1528 führten die Berner die Reformation ein. Beim Franzoseneinfall im März 1798 entmachteten die Franzosen die «Gnädigen Herren» von Bern und riefen die Helvetische Republik aus, die 1803 aufgelöst wurde. Hendschiken gehört seither zum Kanton Aargau.
Die Strohflechterei und die Baumwollweberei führten im 18. und 19. Jahrhundert zu einem ersten wirtschaftlichen Aufschwung. Am 23. Juni 1874 wurde die Eisenbahnlinie Rupperswil–Wohlen der Aargauischen Südbahn eröffnet, die Zweigstrecke nach Brugg folgte am 1. Juni 1882. Dies begünstigte die Gründung zahlreicher kleiner Gewerbebetriebe. In der zweiten Hälfte des 20. Jahrhunderts entstand beim Bahnhof ein Industriegebiet. Die Entwicklung der Bevölkerungszahl war stets starken konjunkturbedingten Schwankungen unterworfen, wies jedoch allgemein ein leichtes Wachstum auf. Seit Beginn der 1980er Jahre hat sie sich fast verdoppelt.

## Wappen
Die Blasonierung des Gemeindewappens lautet: «In Blau linker innensichtiger gestulpter gelber Handschuh.» Das Wappen mit dem Handschuh (schweizerdeutsch: Händsche) existiert seit mindestens 1621 und gehörte der nichtadligen Familie von Hendschiken, die im Dienste des Stifts Beromünster stand. Das 1811 geschaffene Gemeindesiegel von Hendschiken zeigt einen aussensichtigen Handschuh. Die Gemeinde führte 1954 wieder die ältere Variante ein.

## Bevölkerung
Die Einwohnerzahlen entwickelten sich wie folgt:
| Jahr      | 1850 | 1900 | 1930 | 1950 | 1960 | 1970 | 1980 | 1990 | 2000 | 2010 | 2020 |
| Einwohner | 571  | 594  | 657  | 612  | 678  | 767  | 695  | 729  | 896  | 971  | 1336 |

Am 31. Dezember 2023 lebten 1351 Menschen in Hendschiken, der Ausländeranteil betrug 22,3 %. Bei der Volkszählung 2015 bezeichneten sich 39,5 % als reformiert und 26,8 % als römisch-katholisch; 33,7 % waren konfessionslos oder gehörten anderen Glaubensrichtungen an. 95,1 % gaben bei der Volkszählung 2000 Deutsch als ihre Hauptsprache an und 1,1 % Italienisch.

## Politik und Recht
Die Versammlung der Stimmberechtigten, die Gemeindeversammlung, übt die Legislativgewalt aus. Ausführende Behörde ist der fünfköpfige Gemeinderat. Er wird im Majorzverfahren vom Volk gewählt, seine Amtsdauer beträgt vier Jahre. Der Gemeinderat führt und repräsentiert die Gemeinde. Dazu vollzieht er die Beschlüsse der Gemeindeversammlung und die Aufgaben, die ihm vom Kanton zugeteilt wurden. Für Rechtsstreitigkeiten ist in erster Instanz das Bezirksgericht Lenzburg zuständig. Hendschiken gehört zum Friedensrichterkreis XI (Lenzburg).

## Wirtschaft
In Hendschiken gibt es gemäss der im Jahr 2015 erhobenen Statistik der Unternehmensstruktur (STATENT) rund 450 Arbeitsplätze, davon 6 % in der Landwirtschaft, 17 % in der Industrie und 77 % im Dienstleistungsbereich. Neben zahlreichen kleinen Gewerbebetrieben bietet vor allem eine Maschinen- und Apparatefabrik Arbeitsplätze an. Die meisten Erwerbstätigen sind Wegpendler und arbeiten in den grösseren Gemeinden der Umgebung wie Lenzburg, Villmergen oder Wohlen.
Die im Jahr 1908 gegründete Landwirtschaftliche Konsumgenossenschaft Hendschiken & Umgebung besteht unter dem Namen Landi Maiengrün, Genossenschaft noch heute.

## Verkehr
Hendschiken ist verkehrsgünstig gelegen. Etwa dreihundert Meter westlich des Dorfes verläuft die Hauptstrasse 25 (Lenzburg–Zug). Der Anschluss Lenzburg der Autobahn A1 ist zweieinhalb Kilometer entfernt, der Anschluss Mägenwil drei Kilometer. Am SBB-Bahnhof, der sich etwa einen Kilometer vom Dorfzentrum entfernt im Industriegebiet Horner befindet, halten Züge nach Bahnhof Aarau, Brugg und Rotkreuz. Morgens und abends werden auch Direktverbindungen nach Zürich Hauptbahnhof angeboten.

## Bildung
Die Gemeinde verfügt über einen Kindergarten und ein Schulhaus, in dem die Primarschule unterrichtet wird. Die Realschule, die Sekundarschule und die Bezirksschule können in Dottikon besucht werden. Das nächstgelegene Gymnasium ist die Kantonsschule Wohlen.